# Arielulus
Arielulus (Hill & Harrison, 1987) è un genere di pipistrelli della famiglia dei Vespertilionidi.

## Etimologia
Il nome del genere deriva dal diminutivo del nome del folletto Ariel, personaggio della commedia La tempesta di William Shakespeare.

## Descrizione

### Dimensioni
Al genere Arielulus appartengono pipistrelli di piccole dimensioni, con la lunghezza dell'avambraccio tra 34,5 e 51 mm, la lunghezza della coda tra 33 e 58 mm e un peso fino a 17 g.

### Caratteristiche craniche e dentarie
Il cranio presenta una scatola cranica alta, rigonfia e globulare, la regione post-orbitale è ampia, l'area sopra-orbitale è allargata con delle piccole proiezioni, mentre il rostro è corto e ampio, talvolta con una fossa superficiale longitudinale. Gli incisivi superiori esterni sono molto piccoli. I premolari anteriori superiori sono ridotti, spesso mancanti, e disposti talmente in avanti che talvolta il canino e il secondo premolare entrano in contatto.
Sono caratterizzati dalla seguente formula dentaria:

### Aspetto
La pelliccia è solitamente lunga e nerastra, con le punte dei peli nettamente più chiare, variando dal giallo e all'arancio fino al rossastro o al color bronzo. Il muso è corto, largo e smussato, mentre le orecchie sono moderatamente grandi, arrotondate, con la punta smussata e con un distinto lobo di forma quadrata alla base vicino all'occhio. Il trago ha il margine anteriore concavo che si piega in avanti verso l'estremità, mentre il margine posteriore è distintamente convesso. In alcune specie sia i margini dell'orecchio che quelli del trago sono marcati di bianco o di giallo. L'uropatagio, la coda ed il calcar sono ben sviluppati. L'osso penico è piccolo e a forma di Y.

## Distribuzione
Il genere è diffuso nel Subcontinente indiano, Cina meridionale e Taiwan, Indocina, Borneo e Giava.

## Tassonomia
Il genere comprende 5 specie.
- Arielulus aureocollaris
- Arielulus circumdatus
- Arielulus cuprosus
- Arielulus societatis
- Arielulus torquatus

La prima di queste specie fu inizialmente descritta come unica forma del genere Thainycteris da Koch & Storch, ma successivamente inclusa in Arielulus da Csorba & Lee.